# Cantó de Mamoudzou-3
El cantó de Mamoudzou-3 és un cantó francès del departament d'ultramar de Mayotte. Abasta les viles de Passamainty, Tsoundzou i Kwalé Vahibé del municipi de Mamoudzou.

## Història
| Data d'elecció                           | Identitat             | Partit                     | Qualitat |
| ---------------------------------------- | --------------------- | -------------------------- | -------- |
| -2008                                    | Ali Abdallah          | MDM                        |          |
| 2008-                                    | Jacques Martial Henry | Divers droite, després MDM |          |
| les dades anteriors no són pas conegudes |                       |                            |          |
|                                          |                       |                            |          |